# Hotel de las Letras
El actual Hotel de las Letras, conocido en el momento de su construcción como viviendas para el Conde de Artaza, es un inmueble situado actualmente en el número 11 de la calle Gran Vía de Madrid (España). Fue proyectado por el arquitecto Cesáreo Iradier. Oficialmente, su construcción finalizó en 1917. El edificio forma parte del Catálogo de Edificios Protegidos del Ayuntamiento de Madrid.

## Historia
El inmueble está construido sobre un solar que anteriormente ocupó el Hotel de Roma. El conde de Artaza adquirió el terreno del antiguo hotel, derruido durante las reformas urbanísticas que condujeron a la creación del primer tramo de la Gran Vía de Madrid a inicios del siglo XX. El popular aristócrata madrileño encargó al arquitecto Cesáreo Iradier la construcción de un edificio residencial en el terreno que había adquirido. Las obras se iniciaron en 1915 y finalizaron de forma oficial en 1917. Obtuvieron Mención Especial en los Premios del Ayuntamiento de Madrid a los «Edificios Mejor Construidos del año 1917».
Desde ese mismo año, múltiples firmas comerciales ocuparon los ocho espacios reservados a tal fin que había en la planta baja y el entresuelo. El resto de las plantas del edificio estaban proyectadas originalmente para ser viviendas. No obstante, en estos pisos acabó por afincarse un hotel, el Hotel Barazal. Se anticipó así el uso que se dio a partir de 2005 al inmueble: tras una remodelación responsabilidad de los arquitectos Virginia Figueras y Franco Corada en el edificio de Gran Vía 11 se estableció otro hotel, el Hotel de las Letras.

## Estilo arquitectónico
El registro de monumentos del Ayuntamiento de Madrid describe las principales características arquitectónicas de las antiguas Viviendas para el Conde de Artaza así:

Al igual que sus vecinos emplea el estilo neoplateresco para revestir un volumen con fachada a tres calles y esquinas redondeadas, coronadas por torreones. El diseño aplica la habitual solución tripartita, que en este caso se acentúa por prescindir de los muros en el basamento de doble altura, ritmado casi por completo mediante parejas de esbeltos pilares de granito que señalan el hueco central del portal y los cuerpos angulares, y que alternan con delgadas columnas de fundición -ejecutadas por la empresa madrileña de Francisco Iglesias para ofrecer la máxima superficie de escaparates.

Sobre este zócalo comercial, un balcón cerrado por rico parapeto calado recorre sin interrupción toda la fachada para señalar el arranque del cuerpo principal, con tres plantas perforadas por balcones pareados en el primer piso e individuales en el segundo con barandillas de forja; coronándose con un ático realizado a modo de rica galería de ventanas ajimezadas separadas por columnillas resaltadas; debiendo señalarse también el espléndido mirador volado que señala la medianería, enmarcado por alargadas pilastras decoradas con grutescos que terminan soportando un frontón triangular a la altura de la cornisa, con la división tripartita de la carpintería ejecutada en hierro; por último, dominan el conjunto tres torreones esquineros aguzados de pináculos y cresterías.

En cuanto a la fachadas lateral y trasera, apenas presentan diferencias con la principal, tanto por razones de sucesivas simetrías respecto a los ejes de giro, como por la importancia comercial que todavía tenían las calles del Clavel y de Caballero de Gracia, aunque en esta última el último piso se retranquea para cumplir la normativa.
Hay que señalar también la calidad de los oficios artísticos aplicados: las rejerías ejecutadas por la firma de García Nieto y Asins, las vidrieras de Maumejean, y las cerámicas que decoran el portal, dinteles de ventanas y tímpanos de arquerías, ejecutadas sobre diseños atribuidos a Francisco Arroyo por la fábrica talaverana de Ruiz de Luna.

## Actividades y negocios singulares
Desde que terminó su edificación, tanto los espacios reservados a uso comercial como las plantas proyectadas para uso residencial han sido sede de singulares empresas y compañías. Algunos de los negocios que se han establecido en las antiguas Viviendas para el Conde de Artaza son:
- Almacenes Rodríguez
- Casa González (cerámicas)
- Papelería Pérez Vallejo[6] (incluida en el catálogo municipal de establecimientos comerciales a conservar)
- Sombrerería González Rivas (incluida en el catálogo municipal de establecimientos comerciales a conservar)
- Hotel Barazal
- Zapatería Castellanos[7]
- Hotel de las Letras